# Leopoldskirche (Leopoldstadt)

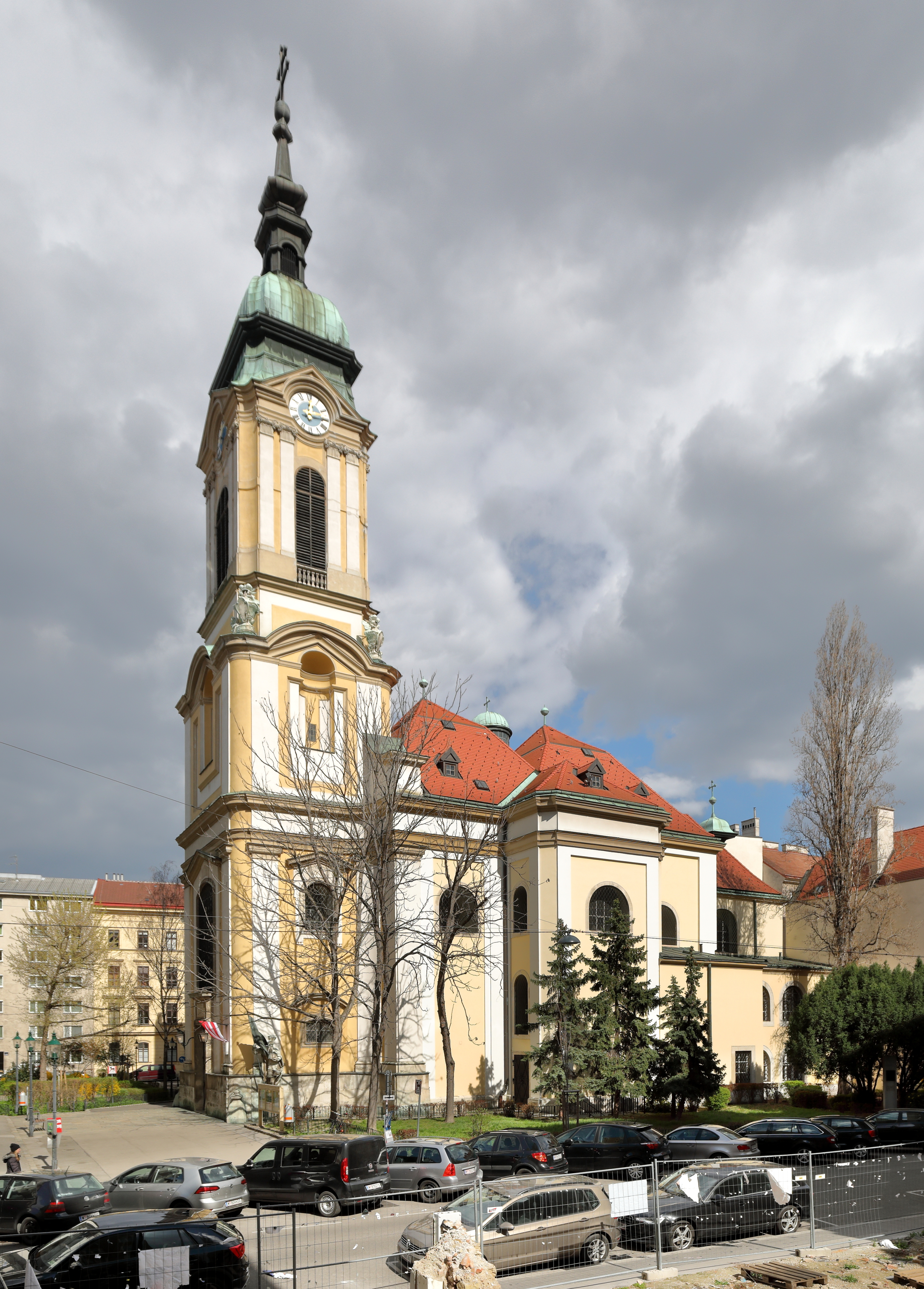
Pfarrkirche hl. Leopold in der Leopoldstadt

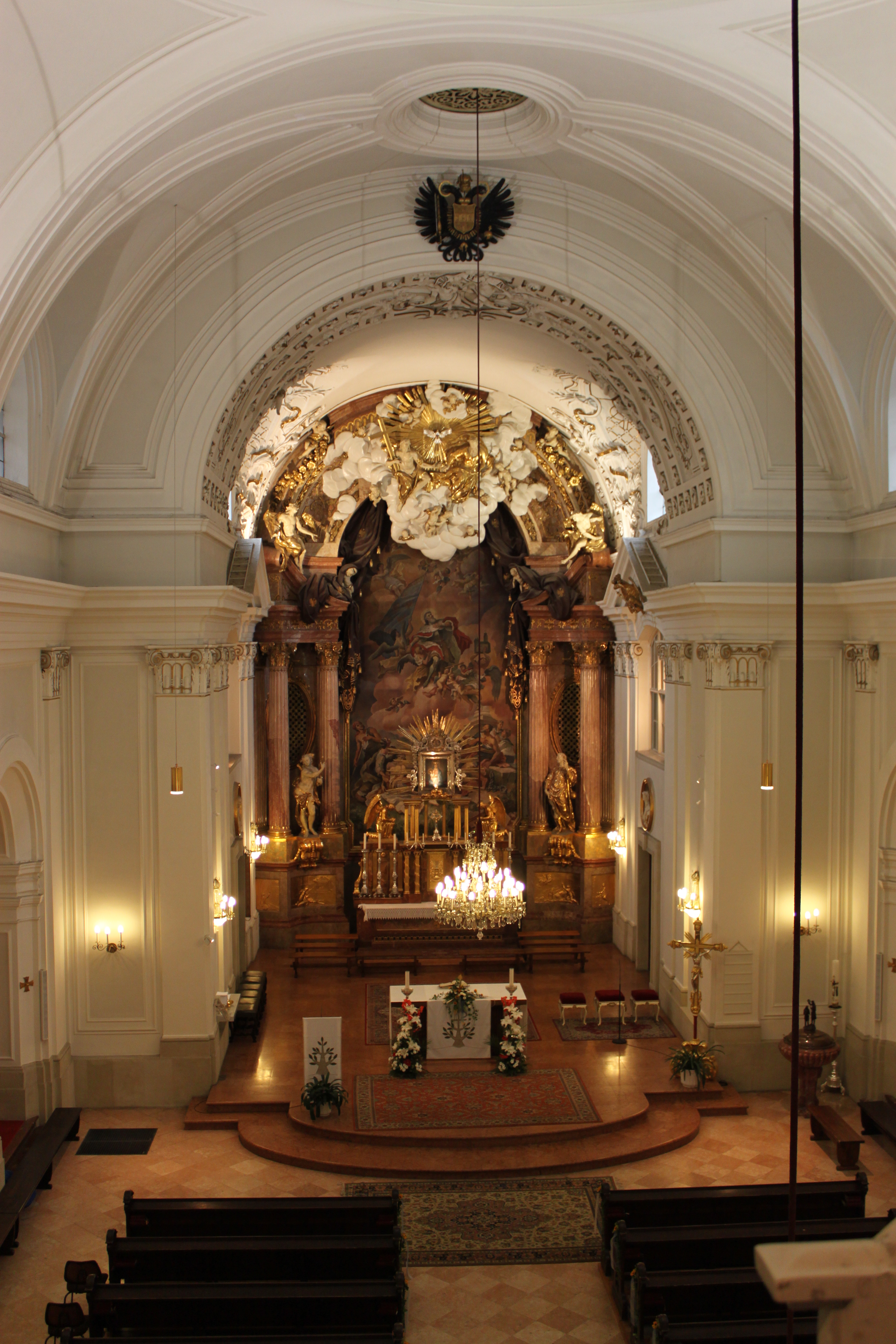
Innenansicht

Die Pfarrkirche St. Leopold ist eine römisch-katholische Pfarrkirche im 2. Wiener Gemeindebezirk Leopoldstadt am Alexander-Poch-Platz 6. Die Pfarre liegt im Dekanat 2/20 des zur Erzdiözese Wien gehörenden Vikariates Wien Stadt. Sie ist dem heiligen Leopold geweiht. Das Bauwerk steht unter Denkmalschutz.

## Lagebeschreibung
Das Kirchengebäude besitzt einen auffallend hervortretenden Fassadenturm. Markant gestaltet ist auch sein Mansarddach. Außen beim Haupteingang stehen zwei Statuen aus der Mitte des 17. Jahrhunderts, die den heiligen Leopold und den heiligen Florian darstellen und die ursprünglich aus der Kirche am Hof stammen.

## Geschichte
Kaiser Leopold I. erließ einen Edikt das die Vertreibung der Wiener Juden 1670 und damit auch die Auflösung des Ghetto im Unteren Werd bedeutete. Die Stadt Wien erwarb das Gebiet und errichtete an Stelle der Neuen Synagoge eine römisch-katholische Kirche. Der Grundstein zur Leopoldskirche wurde am 18. August 1670 von Leopold I. gelegt. An der Errichtung waren der Baumeister Hans Strobel, der Hofmaurermeister Georg Gerstenbrand sowie vermutlich Carlo Canevale als Bauführer beteiligt. Die Weihe der Kirche in Anwesenheit des Kaisers, dessen Frau Margarita Theresa und des Wiener Bürgermeisters Daniel Lazarus Springer erfolgte am 5. September 1671. Die Festpredigt hielt Bischof Leopold Karl von Kollonitsch. Anlässlich der Kirchweihe inszenierte der kaiserliche Diplomat Graf Paul Sixt II. Trautson zu Falkenstein (1635–1678) am 6. September 1671 in der Nähe des alten Mauthauses Am Tabor am Donauarm Fahnenstangenwasser ein außerordentlich teures Fest. Alleine das Mittagsmahl kostete 8000 Gulden (eine durchschnittliche Familie hatte damals 6 Gulden im Monat). Mit mehreren extra für dieses Fest gebauten kleinen Schiffen und Kulissen am Ufer des Fahnenstangenwassers wurde die Eroberung der Festung Akkon durch Leopold V. im Dritten Kreuzzug inszeniert. Der erste Pfarrer der neuen Pfarre wurde Johann Ignaz Arnezhofer. Eine Umgestaltung der Kirche wurde 1676 abgeschlossen.

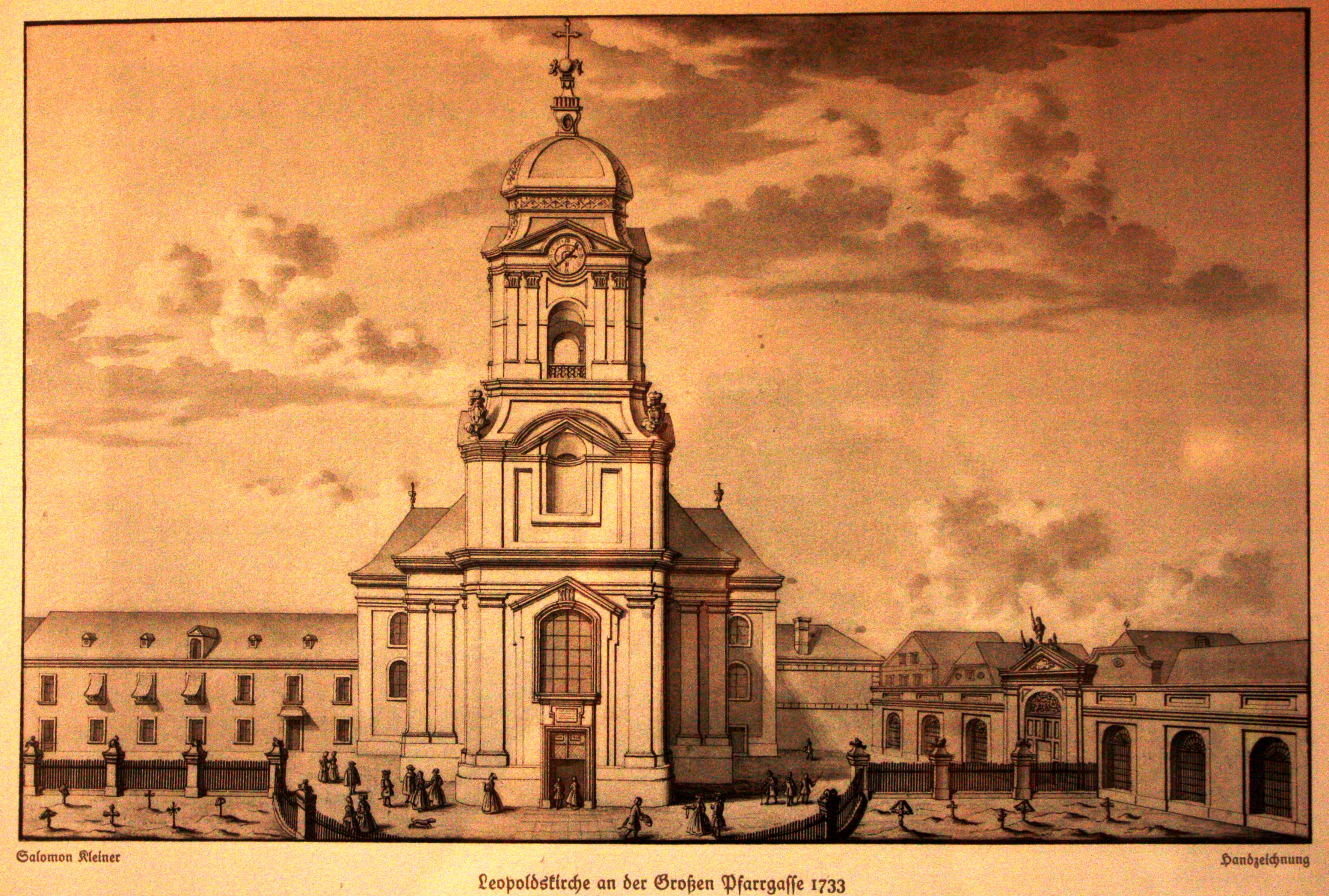
Die Leopoldskirche im Jahr 1733 (Stich von Salomon Kleiner)

Im Zuge der Zweiten Wiener Türkenbelagerung 1683 brannte die Leopoldskirche vollständig aus und musste wiederhergestellt werden. Auf Grund der steigenden Einwohnerzahl der Vorstadt Leopoldstadt wurde die Kirche zu klein, sodass sie 1722 abgetragen wurde. Auf ihren Fundamenten wurde nach Plänen des Architekten Anton Ospel die heutige Leopoldskirche erbaut. 1723 fand die Segnung der Kirche statt. Die noch nicht erfolgte Weihe der Kirche wurde 1779 auf Veranlassung von Maria Theresia vollzogen. 1824 wurde das Gebäude renoviert, als Johann Baptist Weber, der Mitbegründer der Ersten österreichischen Spar-Casse, als Pfarrer in der Leopoldskirche wirkte. Mitte des 19. Jahrhunderts war der spätere Erzbischof Anton Josef Gruscha als Provisor in der Pfarre tätig, Anfang bis Mitte der 1870er-Jahre als Cooperator und Vorstand (der später antisemitisch publizierende) Joseph Deckert (1843–1901). Im Ersten Weltkrieg wurden sechs der acht Kirchenglocken eingeschmolzen. 1923 erfolgte eine Innenrestaurierung der Kirche.
Der 12. März 1945 war der Tag des schwersten Luftangriffs auf Wien im Zweiten Weltkrieg, an dem auch die Wiener Staatsoper getroffen wurde. Auf die Leopoldskirche wurde eine 1.000-Kilogramm-Bombe abgeworfen, die das Kirchendach, Teile des seitlichen Mauerwerks und große Teile der Einrichtung und Ausstattung zerstörte. Den Wiederaufbau von 1946 bis 1948 leitete die Architektin Helene Koller-Buchwieser, wobei zwei Drittel der Kosten von der Gemeinde Wien getragen wurden. Weihbischof Franz Kamprath nahm am 6. Juni 1948 die Weihe der sanierten Leopoldskirche vor. Von 1959 bis 1961 erfolgte erneut unter der Leitung von Helene Koller-Buchwieser eine Außenrestaurierung des Kirchengebäudes und des Pfarrhofs. 1984 wurde der Kirchturm restauriert.

## Architektur
Die Saalkirche besitzt durch eine querhausartige Erweiterung einen klaren Mittelpunkt, über dem sich eine Pendentifkuppel befindet.

## Ausstattung
Der breite Hochaltar wurde vermutlich von Anton Ospel um 1722/25 entworfen. Das Hochaltarbild Verherrlichung des Heiligen Leopold ist eine von Alexander Brunner angefertigte Kopie des 1945 zerstörten barocken Originalgemäldes von Martino Altomonte. Das Taufbecken aus rotem Marmor wurde Mitte des 18. Jahrhunderts angefertigt. Die Aufsatzfiguren auf dem Deckel des Taufbeckens stellen die Taufe Jesu dar und sind ein Werk des Bildhauers Adolf Wagner von der Mühl. Unter der Orgelempore stehen barocke Beichtstühle, die ursprünglich aus der Rochuskirche stammen, sowie vom Bildhauer Franz Barwig dem Jüngeren 1946 geschaffene Holzfiguren, die Judas Thaddäus und den heiligen Antonius darstellen.

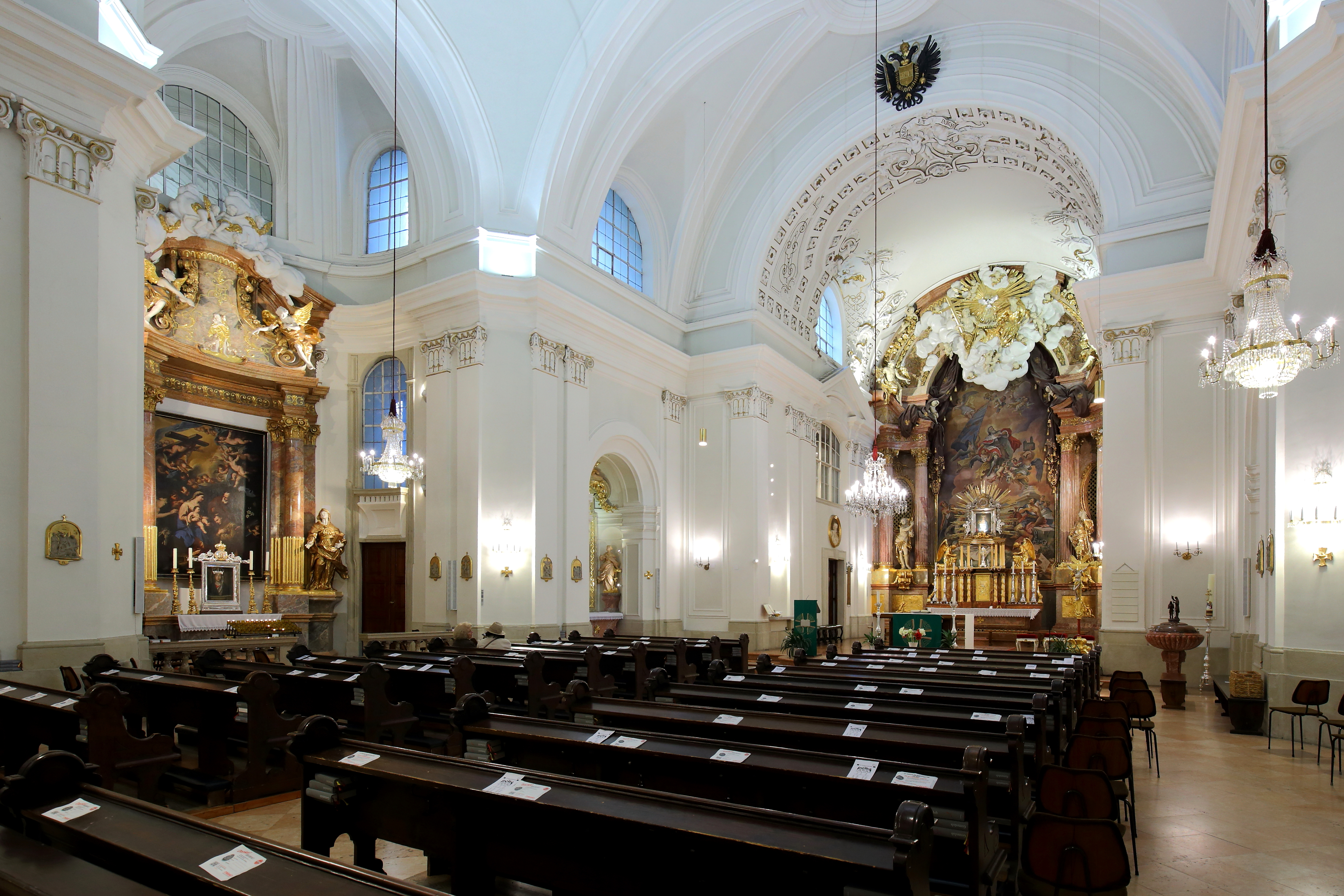
Innenansicht mit Hochaltar und dem Familienaltar, vormals Marienaltar

Die Leopoldskirche weist mehrere Seitenaltäre auf. Der Bruder-Klaus-Altar aus dem zweiten Viertel des 18. Jahrhunderts steht in einer Wandnische und besitzt ein Altarbild von Lucia Jirgal aus dem Jahr 1948, auf dem Bruder Klaus mit Engeln zu sehen ist. Der Mariä Himmelfahrt gewidmete Marienaltar hat ein aus dem 17. Jahrhundert stammendes Altarbild zur Vision des heiligen Antonius, das Antonio Malinconico zugeschrieben wird und sich bis 1976 in der Mariahilfer Kirche befand. Die Seitenfiguren stellen den heiligen Joachim und die heilige Anna dar, ein Relief den Guten Hirten. Das Altarbild des Johannes-Nepomuk-Altars mit einer Darstellung des Johannes Nepomuk wird dem Barockmaler Johann Georg Schmidt zugeschrieben. Die Nischenfiguren des Johannes-Nepomuk-Altars stellen den heiligen Antonius (links) und die heilige Katharina (rechts) dar. Der Taufe-Christi-Altar besitzt ebenfalls ein Altarbild von Johann Georg Schmidt aus dem zweiten Viertel des 18. Jahrhunderts, auf dem die Taufe Jesu zu sehen ist. Die Nischenfiguren stellen den heiligen Petrus und den heiligen Paulus dar. Am Kreuzaltar befindet sich eine Kreuzigungsgruppe aus dem ersten Viertel des 18. Jahrhunderts aus der ehemaligen Friedhofskapelle. Eine der Altarfiguren aus dem zweiten Viertel des 18. Jahrhunderts stellt die heilige Helena dar. Der Floriansaltar weist ein Altarbild mit dem heiligen Florian aus der Mitte des 18. Jahrhunderts auf, das Matthias Mölk zugeschrieben wird. Zwei Figuren aus dem dritten Viertel des 18. Jahrhunderts sind Abbildungen des heiligen Franziskus und des heiligen Antonius.
In der Sakristei befinden sich barocke Schränke mit Intarsien und Gemälden aus der ersten Hälfte des 19. Jahrhunderts zu den Themen Vermählung Mariä und Taufe Jesu. Ein Raum auf der gegenüberliegenden Seite ist ähnlich der Sakristei gestaltet. Über den Portalen zu beiden Räumen sind kreisrunde, vergoldete Darstellungen der Heiligen Petrus (links) und Paulus (rechts) angebracht.

## Portal-Inschrift

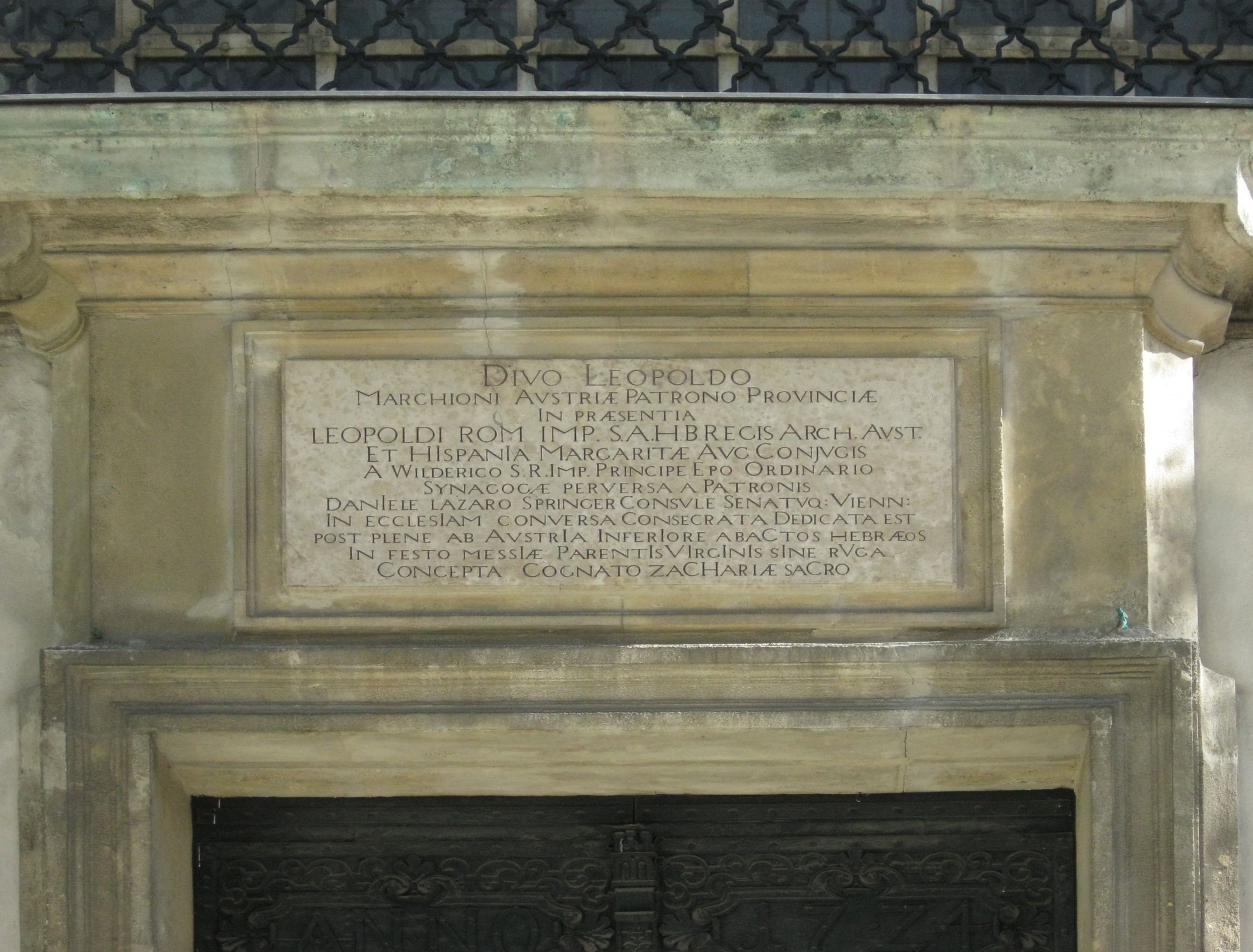
Inschrift über dem Kirchportal

Die lateinische Inschrift über dem Portal der Leopoldskirche, die die Umwandlung der Synagoge in eine Kirche festhält, hat den folgenden Text (mit deutscher Übersetzung):
| Divo Leopoldo, Marchioni Austriæ, Patrono Provinciæ, in præsentia Leopoldi Rom. Imp. semper Augusti, Hung. Boh. Regis, Austriæ Archiducis, et Hispania Margaritæ Aug[ustissimæ] Conjugis, a Wilderico S. R. I. Principe Episcopo ordinario Synagogæ perversa a Patronis Daniele Lazaro Springer Consule Senatuque Viennensi in Ecclesiam conversa consecrata dedicata est post plene ab Austria inferiori abactos Hebræos, in festo Messiæ Parentis Virginis sine Ruga concepta, Zachariæ cognato sacro. | Dem heiligen Leopold, dem Markgrafen Österreichs und Patron des Landes, ist in Anwesenheit des durchlauchtigsten römischen Kaisers Leopold, Königs von Ungarn und Böhmen, und Erzherzogs von Österreich, und seiner durchlauchtigsten Gemahlin Margaritha, Infantin von Spanien, von Wilderich, des heiligen römischen Reichs Fürsten und Bischof, die nach Sturz der Synagoge unter dem Patronate des Bürgermeisters Daniel Lazarus Springer und des Stadtrates von Wien errichtete Kirche nach gänzlicher Austreibung der Hebräer aus Niederösterreich geweiht worden, am Festtage des heil. Zacharias, des Blutsfreundes der unbefleckten Gebärerin des Messias. |

## Orgel

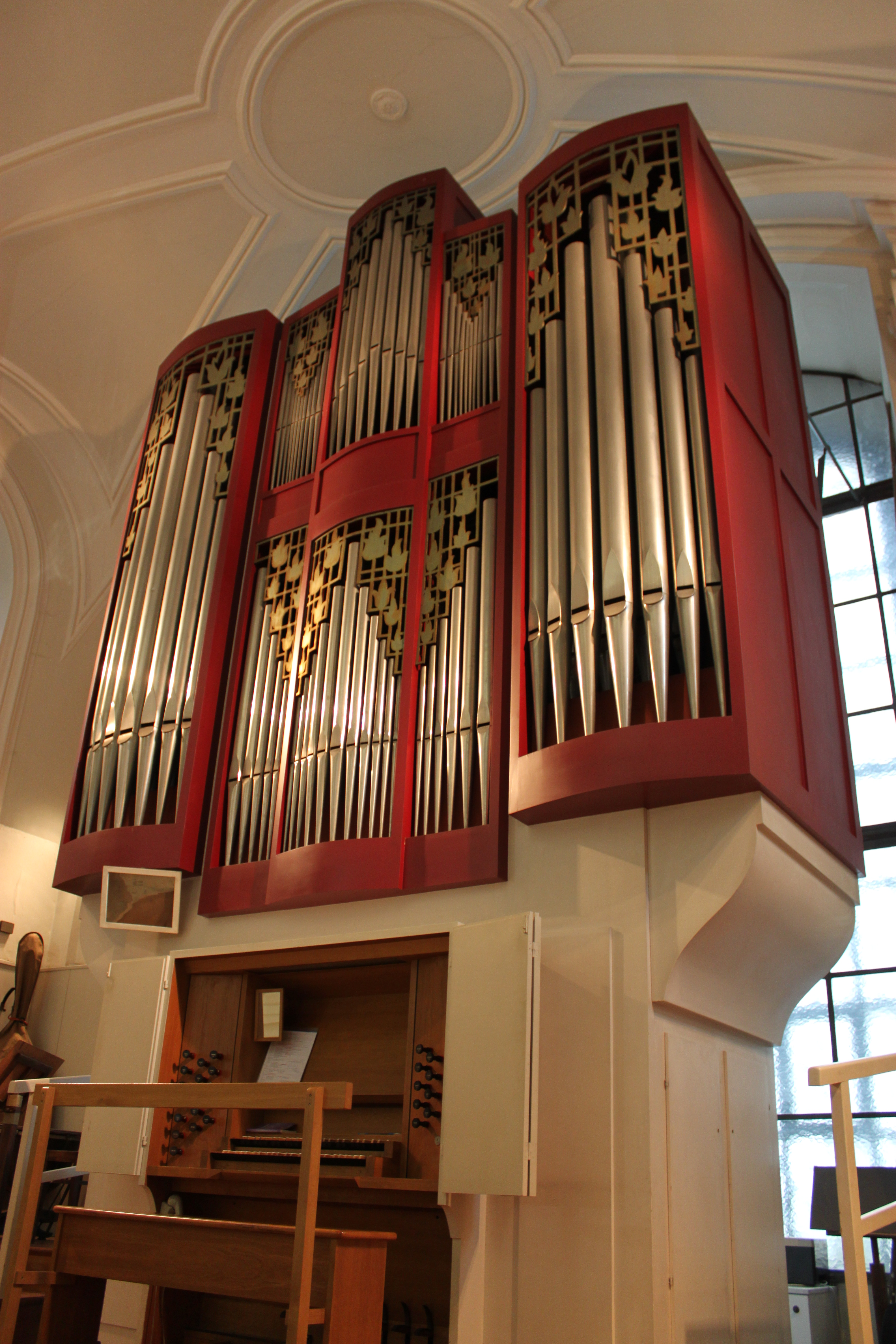
Blick auf die Hradetzky-Orgel

Die Orgel wurde 1971 durch den Orgelbauer Gregor Hradetzky erbaut. Das Schleifladen-Instrument hat 22 Register auf zwei Manualen und Pedal. Die Spiel- und Registertrakturen sind mechanisch.
| I Hauptwerk C–g3 |                 |       |
| 1.               | Prinzipal       | 8′    |
| 2.               | Oktave          | 4′    |
| 3.               | Superoktave     | 2′    |
| 4.               | Mixtur          | 1 ⁄3′ |
| 5.               | Quintadena      | 16′   |
| 6.               | Rohrflöte       | 8′    |
| 7.               | Spitzflöte      | 4′    |
| 8.               | Sesquialtera II |       |
| 9.               | Trompette       | 8′    |

| II Schwellwerk C–g3 |             |       |
| 10.                 | Spitzgamba  | 8′    |
| 11.                 | Holzgedackt | 8′    |
| 12.                 | Prinzipal   | 4′    |
| 13.                 | Rohrflöte   | 4′    |
| 14.                 | Gemshorn    | 2′    |
| 15.                 | Quinte      | 1 ⁄3′ |
| 16.                 | Scharff     | 1′    |
| 17.                 | Cromorne    | 8′    |
|                     | Tremulant   |       |

| Pedalwerk C–f1 |             |     |
| 18.            | Subbass     | 16′ |
| 19.            | Oktave      | 8′  |
| 20.            | Gedacktbass | 8′  |
| 21.            | Choralbass  | 4′  |
| 22.            | Fagott      | 16′ |

## Glocken
Im Glockenturm der Kirche hängt ein dreistimmiges Geläut, bestehend aus zwei modernen und einer historischen Glocke. Leider besitzt es längst nicht mehr die Größe, welche es vor dem Krieg hatte
| Nr. | Name    | Schlagton | Gewicht in Kg. | Durchmesser in cm. | Gießer                             | Gussjahr |
| --- | ------- | --------- | -------------- | ------------------ | ---------------------------------- | -------- |
| 1   | Leopold | d¹        | 1405           | 131,5              | Glockengießerei Pfundner           | 1948     |
| 2   | Maria   | f¹        | 888            | 112,2              | Glockengießerei Pfundner           | 1948     |
| 3   | ?       | g¹        | 550            | 99                 | Johann Caspar Hofbauer der Jüngere | 1818     |

Die kleinste Glocke ist Überrest von einem aus acht Glocken bestehenden Geläutesatz. Im Laufe der beiden Weltkriege wurden alle Glocken bis auf die heute noch Erhaltene für Kriegszwecke abgeliefert. Heute wäre es wünschenswert, zumindest die Grundglocke im Ton b° neu zu gießen.

## Pfarrhof
Der Pfarrhof neben der Kirche wurde 1863/64 erbaut. Hier werden Paramente aufbewahrt, darunter ein von Maria Theresia 1778 der Pfarre geschenkter Ornat. Ein aus dem Jahr 1588 stammendes Leopold-Reliquiar im Besitz der Pfarre befindet sich als Leihgabe im Dom- und Diözesanmuseum.